# Gladiator: Road to Freedom
Gladiator: Road to Freedom (グラディエーター ロード トゥー フリーダム), được biết với tên Colosseum: Road to Freedom khi phát hành ra thị trường quốc tế là một trò chơi điện tử thuộc thể loại hành động đối kháng pha trộn nhập vai dựa trên bối cảnh của Đế quốc La Mã dưới thời Hoàng đế Commodus. Game do hãng Ertain phát triển và Koei phát hành cho hệ máy PlayStation 2 vào năm 2005. Ngày 1 tháng 9 cùng năm, Ertain và Koei đã phát hành bản Gladiator: Road to Freedom Remix gồm có một vài cập nhật bổ sung cho game. Một phần tiếp theo gọi là Gladiator Begins được phát hành vào năm 2010 và một phần thứ hai được gọi là Clan of Champions được phát hành vào cuối năm 2011.

## Lối chơi
Colosseum: Road to Freedom đưa người chơi vào vai một tên nô lệ buộc phải tham gia vào trò chơi võ sĩ giác đấu để kiếm đủ tiền nhằm chuộc lấy tự do của mình. Phần lớn thời giờ trong game được dùng để huấn luyện nhân vật của người chơi và chiến đấu trong các đấu trường. Câu chuyện trong Colosseum chỉ đóng một phần ít nổi bật để cho phép một mức độ cao hơn của lối chơi có kết thúc mở. Người chơi có thể tự do chỉnh sửa game avatar của mình theo ý thích của họ tùy thuộc vào cách họ trả lời các câu hỏi trước khi vào chơi. Tùy thuộc vào thành tích của người chơi để có thể trả hết nợ nần của nhân vật và vẫn còn là một đấu sĩ tự do. Trò chơi cho phép có nhiều loại kết thúc phụ thuộc vào thành tích của người chơi trong suốt quá trình làm đấu sĩ.

## Nhân vật
- Narcissus
- Commodus
- Laetus: Một trợ thủ của Marcia mà màu sắc thật sự sẽ được tiết lộ về sau này trong game.
- Marcia
- Magerius, Gnaeus, Decimus, Celadeus: Magerius là chủ sở hữu của người chơi đối với phần lớn trong game và ông ta điều hành một cơ sở đào tạo võ sĩ giác đấu. Gnaeus, Decimus và Celadeus chịu trách nhiệm đào tạo người chơi trở thành võ sĩ giác đấu.

Tất cả những trận đấu đặc biệt trong đấu trường Colosseum nhân vật của người chơi sẽ chống lại các đấu sĩ có tên tuổi khác.